# 허 원공
허 원공(許 元公)은 허나라의 제19대 남작(재위: 약 기원전 503년 ~ 기원전 482년)이다. 이름은 성(成)이고, 허 도공의 손자이다. 허남 사 시기에 초가 오에 패하자 종속 상태가 깨짐으로써 보존받음을 온전히 할 수 없어, 정이 이런 시기에 승흔(乘釁)하여 나라를 쳐서, 멸하고 사를 죽게 한 행위로 추정되는 짓을 하고, 돌아갔는데, 도공의 손자이자 태자 지의 아들로 추정되는 허 공자 성이 재기하여 허를 바로 재건하고, 즉위하니, 원공인데, 기원전 482년 죽었다.